# عامل الجودة

عرض النطاق الترددي لمهتز توافقي يظهر من خلال الرسم البياني للطاقة بدلالة التردد. إن عامل الجودة Q للمهتز التوافقي هو. وكلما ارتفع معامل الجودة "Q" ، كلما كان المجال أضيق عند الذروة.

في الفيزياء والهندسة عامل الجودة عبارة عن بارامتر بلا أبعاد يصف حالة هزاز أو مجاوب ليزري، ويُعبر عنه بعرض منحني التجاوب بدلالة التواتر. يشير أرتفاع معامل الجودة إلى أنخفاض معدل خسارة الطاقة بالنسبة إلى الطاقة الكلية للهزاز؛ أي تتخامد الأهتزازات بشكل أبطأ.
فعلى سبيل المثال الهزاز المعلق بالهواء يملك معامل جودة أكبر من الهزاز المغمور بالسائل. تتميز الهزازات ذات معامل الجودة المرتفع بتخامد منخفض، بحيث تبقى مهتزة لفترة أطول.

## أنظمة ضوئية
في علم البصريات، يتم تعيين قيمة عامل الجودة Q في مجاوبة من خلال القانون:
{\displaystyle Q={\frac {2\pi f_{o}\,E}{P}},\,}
حيث fo هو تواتر التجاوب، E هي الطاقة المخزنة ضمن المجاوبة، و
P = -dEdt هي أستطاعة التبديد.
فيساوي عامل الجودة نسبة تواتر التجاوب إلى عرض نطاق التجاوب. متوسط عمر الفوتون ضمن المجاوبة يتناسب مع عامل الجودة للمجاوبة.
إذا تزايدت قيمة عامل الجودة بشكل مفاجئ، فإن الليزر سيبعث نبضات من الضوء تكون أكثر كثافة من الإنتاج المستمر للليزر المستمر. تُعرف هذه التقنية بـ تبديل الجودة.